# فريدريش فون غارتنر
فريدريش فون غارتنر (بالألمانية: Friedrich von Gärtner)‏ (و. 1791 – 1847 م) هو مهندس معماري، وأستاذ جامعي من ألمانيا . ولد في كوبلنس.
توفي في ميونخ.

## أعمال بارزة
من أهم أعماله:
- مكتبة الدولة البافارية.